# Острів Карла-Александра
О́стрів Ка́рла-Алекса́ндра (рос. Остров Карла-Александра) — острів в Північному Льодовитому океані, у складі архіпелагу Земля Франца-Йосифа. Адміністративно відноситься до Приморського району Архангельської області Росії.

## Географія
Острів знаходиться в північній частині архіпелагу, входить до складу Землі Зичі. На північному сході відокремлений від острова Гогенлое протокою Трінінген, на заході протокою Бака від острова Джексона, на південному сході протокою Скотт-Келті від острова Райнера.
Майже весь острів вкритий вічним льодом, лише невелика частина на окремих мисах залишається вільною. На півночі знаходяться миси Бема та Рітслянда, на заході — миси Фельдера та Бреггера.

## Сусідні острови
На північний захід від острова Карла-Олександра лежать острови Чичагова. Ці острови були названі на честь дослідника Арктики Павла Васильовича Чичагова, сина адмірала російського флоту Василя Яковича Чичагова.
На захід від острова лежать острови Понтремолі. Вони були названі на честь міста Понтремолі (Італія).
На північний схід від острова Карла-Олександра лежать 4 маленьких острова:
Найбільший з них називається острів Торупа. Був названий на честь міста Торуп (Данія).
Острів Соловйова.
Північніше острова Торупа знаходиться невеликий острів Кобург. Цей острів названий на честь династії Саксен-Кобург-Гота. Принцеса Стефанія Бельгійська, дружина кронпринца Австрії Рудольфа, на честь якого був названий острів Рудольфа, належала до цієї династії.
Гоуен. Цей острів був названий на честь капітана російської армії, надалі що є художником, Отто Гоуена.

## Історія
Острів відкритий 1873 року австро-угорською експедицією Юліуса Паєра, названий на честь аристократа Альфреда Карла-Александра, який спонсорував Австро-Угорську полярну експедицію 1872–1874 років.